# Francesco De Gregori (1999)
Francesco De Gregori è una raccolta di Francesco De Gregori pubblicata nel 1999 dalla BMG Ricordi nella serie I Miti Musica.

## Descrizione
Il disco è composto da 10 tracce pubblicate tra il 1973 e il 1975 all'interno di vari album.

## Tracce
Testi e musiche di Francesco De Gregori tranne dove indicato.
1. Alice – 3:22
2. Niente da capire – 3:07
3. La casa di Hilde – 4:40
4. Buonanotte fiorellino – 2:04
5. Pezzi di vetro – 3:06
6. Rimmel – 3:39
7. Piano bar – 2:41
8. Piccola mela – 2:42
9. Quattro cani – 3:14
10. Pablo – 4:22 (testo: Francesco De Gregori – musica: Lucio Dalla e Francesco De Gregori)

Durata totale: 32:57